# Nieznane arcydzieło

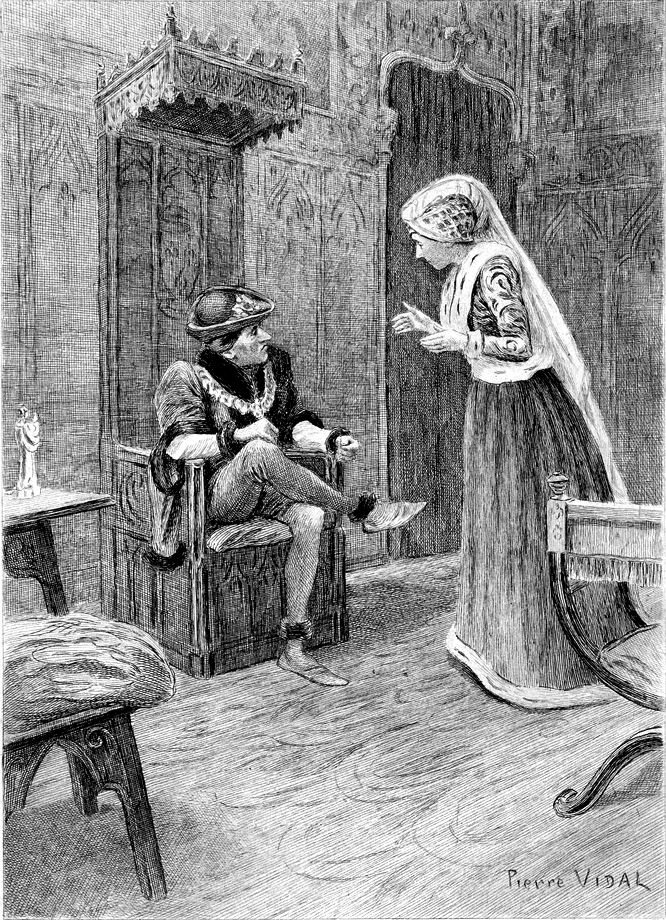

Nieznane arcydzieło (oryg. fr. Le Chef-d’œuvre inconnu) – opowiadanie Honoriusza Balzaka z cyklu Komedia ludzka, zatytułowane pierwotnie Mistrz Frenhofer (fr. Maître Frenhofer), opublikowane po raz pierwszy w czasopiśmie Artysta (fr. L'Artiste) w 1831. Stanowi część Studiów filozoficznych jako refleksja o sztuce.  

## Treść
Młody Nicolas Poussin, jeszcze jako nieznany artysta, i jego mistrz Frenhofer odwiedzają malarza nazwiskiem Porbus w jego pracowni. Frenhofer pomaga gospodarzowi dokończyć obraz Marii Egipcjanki, pokazując, w jaki sposób za pomocą kilku pociągnięć pędzla można odmienić charakter obrazu. Po powrocie do własnej pracowni sam zabiera się za pracę nad własnym obrazem, portretem Katarzyny Lescault, nad którym pracuje 10 lat i nadal nie jest zadowolony z efektu, pragnąc stworzyć najpiękniejszy w historii obraz kobiety. Poussin postanawia mu pomóc, prosząc o pozowanie do dzieła piękną Gillette, swoją ukochaną. Pojawienie się modelki przyspiesza pracę; następnego dnia Frenhofer zaprasza Poussina i Porbusa, by obejrzeli obraz. Jednak oczom dwojga malarzy ukazuje się jedynie bezładna plątanina barw, choć autor przekonuje ich, że po długich usiłowaniach i poprawkach namalował w końcu wymarzony ideał urody kobiecej. Widok rozczarowania na twarzach oglądających sprawia, że z rozpaczy niszczy obraz i popełnia samobójstwo.

## Inspiracje
Nieznane arcydzieło należy do najczęściej komentowanych utworów Balzaka, który z kolei sam twórca uważał za jedno z kluczowych dzieł z cyklu Studiów filozoficznych i uniwersalną refleksję o naturze sztuki. Razem z Gambarą i Sarrasine Nieznane arcydzieło przedstawia wszelką twórczość jako potężną siłę niszczącą artystę, skłaniającą go do wszelkich poświęceń, nie gwarantując przy tym sukcesu (dowolnie rozumianego). Utwór zainspirował Émile’a Zolę do napisania Dzieła, wielkim miłośnikiem opowiadania był Paul Cézanne, zaś inspirowane nim eseje napisali m.in. Michel Leiris, Hubert Damisch, Michel Serres i Georges Didi-Huberman. Z kolei Pablo Picasso stworzył ilustracje do opowiadania.
W 1991 Jacques Rivette nakręcił film Piękna złośnica zainspirowany opowiadaniem.